# Rdečebetni polstenec
Rdečebetni polstenec (znanstveno ime Xerocomellus chrysenteron) je gliva iz rodu polstencev (Xerocomellus). Pred tem je bil uvrščen med gobane (Boletus), novejše molekularne študije pa so ga postavile za tipsko vrsto svojega novega rodu.

## Značilnosti
Klobuk ima v premeru od 3 do 8 cm. Površina je suh in žametasta. Najprej je temno rjav, s starostjo posvetli in dobi značilne vinsko rdeče razpoke.
Ima cevasto trosovnica, ki je v mladosti rumena, v starosti pa postane olivno zelena. Cevke so priraščene na bet in imajo v starosti zelo široke luknjice, ki na pritisk rahlo pomodrijo.
Bet je visok od 5 do 8 cm in je razmeroma vitek - širok je od 8 do 15 mm. Je valjast, ukrivljen, poln, trd in vzdolžno progast. Zgoraj je rumen in proti dnišču vedno bolj rdeč, samo dnišče pa je belkasto.
Meso je pod kožico rdeče, sicer pa je rumene barve. Na zraku pomodri, v spodnjem delu beta pa pordeči. Je prijetnega okusa in diši po sadju.
Pogosto ga napada zajedalec cevark - Zlatična pajčevinka (Hypomyces chrysospermus).

## Razširjenost in življenjski prostor
Raste v listnatih in mešanih gozdovih od poznega poletja do zime. Mikorizo tvori z listavci na dobro odcednih tleh.

## Mikroskopske značilnosti
Trosni odtis je olivno rjav. Trosi so vretenasto elipsasti in merijo 10,5–16 × 4–6,7 µm.

## Podobne vrste
- poprhnjeni polstenec (Xerocomellus pruinatus) ima bolj temno rjav poprhnjen klobuk, ki ne razpoka v starosti
- modreči polstenec (Xerocomellus cisalpinus) ima rdeč samo spodnji del beta, klobuk in trosovnica na dotik hitro pomodrijo
- leponogi postavnež (Caloboletus calopus) ima na betu mrežico
- topotrosni polstenec (Xerocomellus porosporus) ima pristrižene trose
- navadna polstenka (Xerocomus subtomentosus) nima rdečega beta

## Uporabnost
Velja za užitnega. Mlade gobe so okusne in primerne za sušenje, pri kuhanju pa postanejo sluzaste; zreli primerki so precej neokusni in hitro propadajo. Cevke je priporočljivo odstraniti takoj po nabiranju gob, saj hitro propadejo.

## Galerija slik
- Ilustracija
- Rdečebetna polstenca
- Stara trosovnica
- Prerez
- Trosni odtis